# 反蛇纹石
反蛇纹石（英語：Antigorite）
是層狀蛇紋石亞群之一種，屬页硅酸盐矿物，其理想化學式為(Mg,Fe2+)3Si2O5(OH)4。它是蛇紋石的高壓同质异形体，常見於變質蛇紋岩中。 反蛇纹石及其蛇紋石同质异形体在俯衝帶動力學中具有著重要作用，由於其相對脆弱和高含量的水（高達 13 ％） . 它的學名是以意大利/瑞士邊境地區的 Geisspfad 蛇紋岩 Valle Antigorio 
命名，通常用作珠寶和雕刻中的寶石。

### 地質產狀
反蛇纹石是低溫、高壓（或高變形）產物，在伸展和擠壓構造體系都有。 蛇紋石在俯衝帶的超基性綠片岩相中分佈很多。出露到地球表面的蛇紋石也常見。 含反蛇纹石的蛇紋岩通常具高度變形的紋理，表明它們形成的動態環境。反蛇纹石通常有伴生的磁鐵礦、綠泥石和碳酸鹽礦物。 橄欖石在熱液作用、低度變質作用和風化作用下亦能轉變為反蛇纹石，在這種環境下，它常與滑石和碳酸鹽伴生。
- 3Mg3SiO4 (橄欖石) + H2O + SiO2 → 2Mg3Si2O5OH4 (蛇紋石)
- 2Mg3Si2O5OH4 (蛇紋石) + CO2 → 2Mg3Si4O10OH2 (滑石) + 3MgCO3 (菱鎂礦)+ H2O  [8]

### 物理性質
反蛇纹石的顏色通常是深綠色，但也可能是淡黃色、灰色、棕色或黑色。 它的莫氏硬度為 3.5–4，光澤呈玻璃狀至油膩狀。  蛇紋石的比重為 2.5-2.6。 屬單斜晶系並具雲母狀解理，這是页硅酸盐矿物的一個特性，並且難以融合。 由反蛇纹石組成的蛇紋岩通常是糜棱岩。 構成這些岩石的葉蛇纹石顆粒非常細（大約 1 到 10 微米）並且是纖維狀的，這種岩石紋理是由于晶格優選取向引起的。